# Agnes Lindström Bolmgren
Agnes Linn Maria Lindström Bolmgren, född 28 juni 1989 i Maria Magdalena församling i Stockholm, är en svensk skådespelare.

## Biografi
Agnes Lindström Bolmgren är uppvuxen på Mariaberget i Stockholm. Efter teaterlinjen på Södra Latin var hon några år verksam inom teater och tv-produktioner i Tyskland, däribland serien Tatort (2015). Under 2014–2017 studerade hon vid Stockholms konstnärliga högskola. Hon har främst verkat inom film och tv och bland annat medverkat i serierna Syrror, Vår tid är nu, Morden i Sandhamn och Bäckström. I filmen Suedi från 2021 spelade hon den kvinnliga huvudrollen som Isabell.
I samband med inspelningen av filmen Tårtgeneralen 2017 mötte hon sin partner Filip Hammar, som hon är bosatt med i Los Angeles.
2018 nominerades hon till utmärkelsen Rising Star Award vid Stockholms filmfestival.

## Filmografi i urval
- 2015 – Morden i Sandhamn (TV-serie)
- 2017 – Syrror (TV-serie)
- 2018 – Tårtgeneralen
- 2019 – Vår tid är nu (TV-serie)
- 2019 – Limboland (TV-serie)
- 2020–2024 – Bäckström (TV-serie)
- 2021 – Suedi
- 2022 – Clark (TV-serie)
- 2023 – Forever